# Alfredo Zea
Alfredo Zea es un pelotari mexicano, más conocido como Biónico. Durante el Campeonato del Mundo de Pelota Vasca de 1986 y el Campeonato del Mundo de Pelota Vasca de 1994 ganó la medalla de plata en la especialidad de mano individual trinquete y la medalla de oro en mano la misma especialidad en el Campeonato del Mundo de Pelota Vasca de 1990.